# 狹葉蝠屬
狹葉蝠屬（学名：Brachyphylla），哺乳綱、翼手目、葉口蝠科的一屬，而與狹葉蝠屬（狹葉蝠）同科的動物尚有黃花蝠屬（黃花蝠）、鏟齒蝠屬（鏟齒蝠）等之數種哺乳動物。

## 下属物种
本属包括以下物种：
- 狭叶蝠 Brachyphylla cavernarum Gray, 1834，聖文森短葉果蝠 (Antillean fruit-eating bat)
- 小狭叶蝠 Brachyphylla nana Miller, 1902，古巴短葉果蝠 (Cuban fruit-eating bat)